# Преносна среда
Преносна среда се нарича всяко пространство или вещество (независимо от агрегатното състояние – твърдо, течно, газообразно, плазма или вакуум), в което могат да се разпространяват вълни и
енергия. Например преносна среда за звука обикновено е въздухът, но твърдите тела и течностите също могат да пренасят звукови вълни. Звуковите, механичните и топлинните вълни задължително се нуждаят от физическа среда за пренасянето им, тъй като природата им е свързана с веществото. Обаче в случая на вакуум преносна среда за електромагнитните вълни като светлина или радиовълни е отсъствието на вещество. Макар че за тяхното разпространение не е непременно необходимо вещество, електромагнитните вълни се влияят от преносната среда, през която преминават, чрез ефектите на поглъщане, отражение или пречупване на границата между две среди.
Електромагнитното излъчване може да се пренася по оптична среда като оптично влакно или по проводник (усукана двойка), коаксиален кабел или по диелектричен вълновод. То може да преминава и през вещество, прозрачно за конкретната дължина на вълната, например вода, въздух, стъкло (за видимата светлина) или бетон. Науката е разглеждала и теоретични преносни среди като етера, с който през 19 век учените са се опитвали да обяснят преноса на светлината. В днешно време е установено, че електромагнитната енергия може да се пренася във вакуум или в Космос.
Според свойствата си преносната среда може да бъде:
- Линейна среда, ако различните вълни в дадена точка се подчиняват на принципа на суперпозиция;
- Свързана среда, в противен случай несвързана среда;
- Еднородна или хомогенна среда, ако физическите свойства във всяка точка са еднакви;
- Изотропна среда, ако физическите свойства във всяка посока са еднакви.
- Идеална-когато няма загуби на енергия(съществува теоретично)

При цифровото предаване на данни в телекомуникациите се различават четири етапа.
1. Данните се кодират в двоичен код от страната на изпращача
2. Носещият сигнал се модулира според двоичното представяне на данните
3. От страната на получателя пристигащият сигнал се демодулира и се превръща в двоични числа
4. Извършва се декодиране[1]

## Телекомуникации
При пренос на данни с цел комуникация под преносна среда се има предвид физическата среда на разпространение на сигнали по комуникационни канали.
В САЩ федерален стандарт 1037C определя преносната среда като едно от следните:
- Свързана среда (Guided or bounded) – вълните се предават с помощта на твърда среда като предавателна линия
- Безжично (несвързана среда) – предаване и приемане с помощта на антена без директна връзка със средата

Една от най-популярните преносни среди от първия вид е медният проводник (кабел), който е способен да пренася сигнали с относително малка мощност на големи разстояния. Пример за такъв кабел е телефонният, като с цел потискане на интерференцията се прилагат усукани двойки (на английски: twisted pair) медни проводници, които могат да се обединят в един общ кабел.
Друг пример за свързана преносна среда е оптичното влакно, което все повече се налага за комуникация на дълги разстояния поради характерните за него предимства пред медния проводник – много по-голям капацитет за предаване на данни, на по-големи разстояния, с по-малко поддръжка и по-лесен монтаж (стъклото е с по-малко тегло от медта) и сравнима цена.
Най-разпространената безжична комуникация е радио комуникацията в различни диапазони на радиовълните.
И при двата вида среди се обменят електромагнитни вълни, като освен чрез директна връзка между предавател и приемник (на английски: direct link), това може да става и с помощта на усилватели и повторители, за да се подобри силата на сигнала.

### Режими на предаване
Предаването може да е в режим симплекс, полудуплекс и пълен дуплекс.
Ако информацията се предава само в едната посока, връзката се нарича симплекс (на английски: Simplex). Ако съобщенията в двете посоки се редуват последователно, връзката е от тип полудуплекс (англ. Halfduplex). Ако информацията се предава едновременно и в двете посоки на комуникация, връзката се нарича пълен дуплекс (на английски: Fullduplex). В този случай средата пренася сигналите в двете посоки едновременно.